# 津インターチェンジ
津インターチェンジ（つインターチェンジ）は、三重県津市にある伊勢自動車道のインターチェンジである。
2020年現在、日本で一番短い名前のインターチェンジである。

## 道路
- E23 伊勢自動車道（36番）

直接接続
- 三重県道42号津芸濃大山田線

間接接続
- 三重県道55号久居河芸線
- 国道23号

## 歴史
- 1975年10月22日 : 関JCT（現・伊勢関IC）-久居IC間開通に伴い供用開始。

## 料金所
- ブース数：8

### 入口
- ブース数：3
  - ETC専用：1
  - ETC/一般：1
  - 一般：1

### 出口
- ブース数：5
  - ETC専用：2
  - 一般：3

## 周辺
- 安濃川
- 岩田川
- メッセウイング・みえ
- 津市市民プール
- 津市立西郊中学校
- 津市立安東小学校
- 津港

## 隣
E23 伊勢自動車道
(35) 芸濃IC - 安濃SA - (36) 津IC - (37) 久居IC